# Artur Wabik

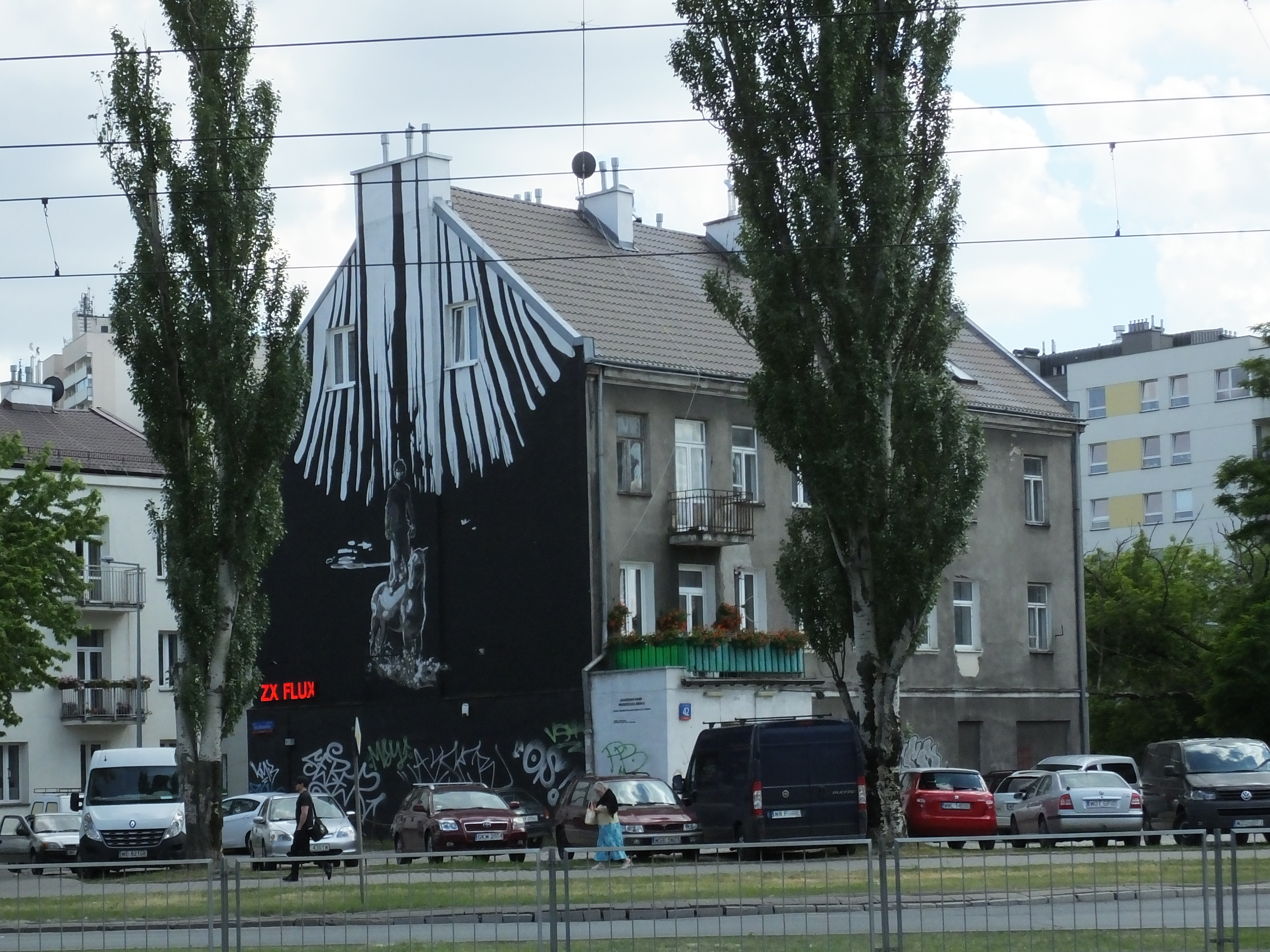
Peinture murale de Krzysztof Gil et Artur Wabik à Varsovie, commémorant l'extermination des Roms.

Artur Wabik (né le 27 janvier 1982 à Cracovie) est un artiste polonais, commissaire d'exposition, critique d'art et  éditeur, spécialiste de différents domaines de la culture populaire.

## Biographie
Artur Wabik est éditeur de bandes dessinées et de littérature fantastique. Depuis la fin des années 1990 il est lié au street art, et réalise des peintures murales et installations dans l’espace public.
Dans les années 2001-2005, il fait des études à l’Institut d’histoire de l’art de l’université Jagellonne de Cracovie. De 2002 à 2004, il est directeur artistique du Festival des Nouvelles Technologies dans l’Art art-e-strada (Festiwal Nowych Technologii w Sztuce art-e-strada), organisé par les étudiants.
Il est l’initiateur et le commissaire artistique de trois éditions (2003, 2004, 2010) du projet interdisciplinaire « La BD sur les murs » (Komiks na Ścianach), à la rencontre de l’esthétique de la bande dessinée et du graffiti (parmi les participants au projet : Przemysław Truściński (pl), Jakub Rebelka, Dagmara Matuszak (pl), Sławomir ZBIOK Czajkowski, Mateusz Kołek, Julius Luge).
Depuis 2003, Artur Wabik dirige la maison d’édition « Atropos », spécialisée dans l’édition de BD et d’albums de facture très recherchée, comportant des illustrations assez riches, destinés à des collectionneurs.
En 2004, il rédige et publie l’anthologie de la BD polonaise sur internet « La BD sur internet » (Komiks w sieci) qui présente largement le phénomène des blogs BD, à travers la présentation du travail effectué par leurs créateurs, comme Agata « Endo » Nowicka (pl), Bartek « Belle » Felczak, Jacek Karaszewski, Ernesto Gonzales, collectif « Pvek », etc.
En mars 2005, il publie le roman graphique « Melinda » qui est le fruit de la collaboration entre l’écrivain anglais Neil Gaiman et l’illustratrice polonaise Dagmara Matuszak (pl)  (ISBN 83-920740-1-7).
Ensuite, toujours en collaboration avec Dagmara Matuszak, il est à l’origine de l’édition bibliophilique des livres : « Maladie » d'Andrzej Sapkowski  (ISBN 83-920740-4-1) et « Anansi Boys » de Neil Gaiman.
Artur Wabik publie des textes concernant la culture pop dans les périodiques comme « Autoportret. Pismo o dobrej przestrzeni (pl) », revue trimestrielle interdisciplinaire, publié par l’Institut de la Culture de Petite-Pologne à Cracovie.
Dans les années 2010-2011, il a dirigé une galerie d’art contemporain à Cracovie, rue Zabłocie (pl), dans une friche industrielle située à l'emplacement de l’ancienne usine cosmétique « Miraculum ».
Depuis 2011, il dirige avec Michał Jankowski l'association Małopolskie Studio Komiksu dont le siège est à la Bibliothèque publique régionale de Cracovie (pl), et qui est partenaire du Prix de la meilleure bande dessinée francophone du Festival d'Angoulême : le choix polonais.
En 2012 il écrit le scénario de la BD « Vorochilovgrad » (dessin Marcin Surma) adaptation du roman éponyme de l’écrivain ukrainien Serhiy Jadan.
Il prend en janvier 2013 la codirection de l’artethèque (arteteka) dans le cadre du Jardin des Arts de Petite-Pologne (pl) à Cracovie (Małopolski Ogród Sztuki w Krakowie).
En mars 2013, il est le commissaire du Festival de bande dessinée de Cracovie, au cours duquel est décerné le Prix de la meilleure bande dessinée francophone du Festival d'Angoulême : le choix polonais.

## Expositions et installations
expositions, installations
- “30 kilometr - Kierunek - Przestrzeń dla sztuki.” (2012)[8] Exposition artistique dans l'espace public à Myślenice (comme commissaire)[9]
- Retrospective Dariusz Paczkowski (pl) (1987-2010)[10] (comme commissaire)

## Livres
- BD комикс «Ворошиловград» « Vorochilovgrad » d'après le livre original «Ворошиловград» de Serhiy Jadan  (ISBN 978-5-271-42678-0)
- (pl + en) Artur Wabik (dir.), Wojciech Jama, Tomasz Trzaskalil, Wojciech Birek, Adam Rusek, Paweł Panic, Michał Jutkiewicz et Andrzej Betlej (introduction), Teraz Komiks! : Comics Now!, Cracovie, Muzeum Narodowe w Krakowie, 2018 (ISBN 978-83-7581-266-4).